# Daniel Yaw Adjei
Daniel Yaw Adjei (Akwatia, 22 de noviembre de 1950) es un diplomático ghanés.
- En 1975 entró al servicio de la extreior, donde fue director supervisor de departamento Políticas y Oficina Económica.
- En 2001 a fue embajador en Kinsasa (República Democrática del Congo).
- Desde noviembre de 2002 es embajador en Brasilia con coacredición en Argentina, Bolivia, Chile, Columbia, Ecuador, Guyana, Paraguay, Perú, Suriname, Uruguay y el 14 Caracas (Venezuela).[1]